# 空海大师纪念堂
空海大师纪念堂（日语：／ kūkai daishi kinendō）位于中华人民共和国福建省霞浦县赤岸村，是为了纪念在此登陆的日僧人空海大师，由中日双方共同出资修建的一座仿唐式纪念建筑，于1994年5月21日建成。

## 历史

### 背景
空海（774年—835年）是日本佛教真言宗创始人。唐朝贞元二十年，空海随日本第17次遣唐使团入唐求法，途中遇大风，使船在海上漂流34天，最终漂流至中国东南沿海的长溪县赤岸一带。由于载有通行许可的2艘船只在大风中遇难沉没，空海等人所在的幸存的2艘船在赤岸边无法登陆，只得在船上停留。在滞留岸边的41天间，空海一行受到当地官民款待接济，直至当时的福建觀察使阎济美最终同意他们上岸后，他们才得以被安排前往唐都城长安求学。
1981年，哈尔滨师范大学副教授游寿发表了一篇研究论文，考证认定空海上岸地点位于现今的霞浦县赤岸村的松𣗬墩，该研究迅速引起中日两国佛教界的高度关注。1983年，日本高野山真言宗宗务总长阿倍野龙正访问北京时，对当时的中国佛教协会会长趙樸初表示希望能到赤岸参拜。1984年3月，日本真言宗各派为了纪念空海大师圆寂1180周年，举行了隆重的纪念活动，并组团前往霞浦县赤岸村朝拜。从此以后，每年都有许多来自日本的空海信徒前往赤岸村参观朝拜。

### 建造
自1984年日本使团来赤岸朝拜后，日本高野山真言宗在松𣗬墩的赤岸古码头建造“空海漂着纪念碑”，中日双方出资先后在该地先后兴建了祭海亭、空海坊、遍照阁等仿古建筑，1985年日本方面捐赠了使用空海家乡的花岗岩所雕刻的空海雕像，1986年在今纪念堂的后门了兴建接待室和历史文物室。1993年4月，霞浦县人民政府与日本高野山真言宗签署了共建空海大师纪念堂的协议，翌年日本信徒斋藤德男捐赠了2000余万日元用以建造纪念堂。1994年5月21日，空海大师纪念堂在赤岸村正式落成，赵朴初在此题字“空海入唐之地——赤岸”。同年，空海大师纪念堂入选霞浦县文物保护单位。建筑建成后，每年都有来自中国和日本的游客前来参观，有时受中日关系影响，日本信众朝圣团的行程会被取消。

## 建筑
空海大师纪念堂为仿唐代建築，建筑面积730平方米，若包括接待室、堂前广场等地在内，总使用面积则达到了5220平方米。大堂坐北朝南，面阔五间、进深五柱，混凝土、砖木结构、庑殿顶，堂内立有三米余高的木制空海雕像，中间陈设供桌、法器、长明灯和禅坛，两侧系有绢织曼陀罗挂图。此外，大堂内亦展示历年到访参拜的日本信徒所赠送的遣唐使船模型、朝拜伞、不动明王铜像、经书、书法作品和锦旗等礼物。纪念堂主体建筑附近建造有祭海亭、空海坊、遍照阁等仿古建筑。

## 图集

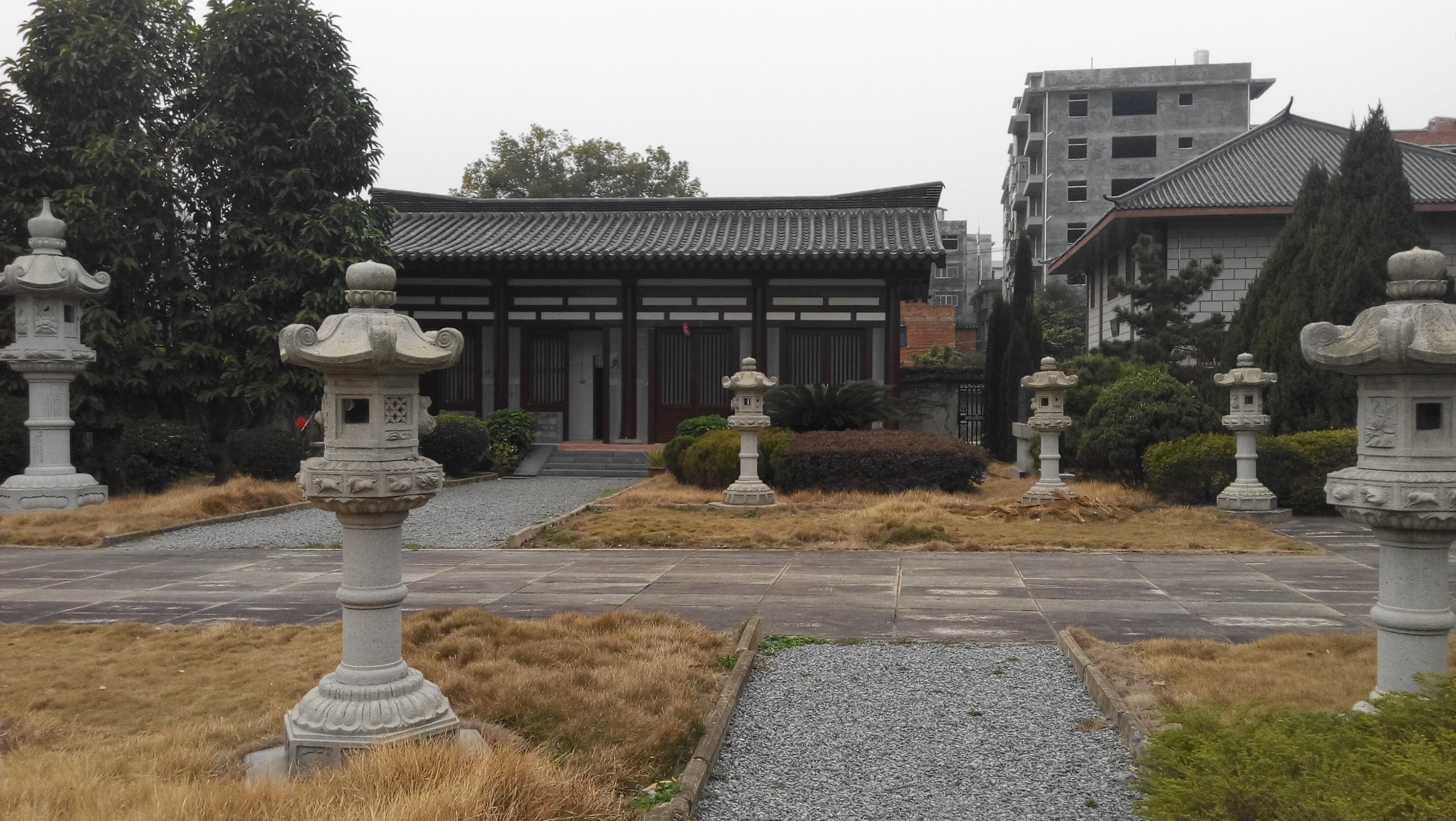
纪念堂前的广场
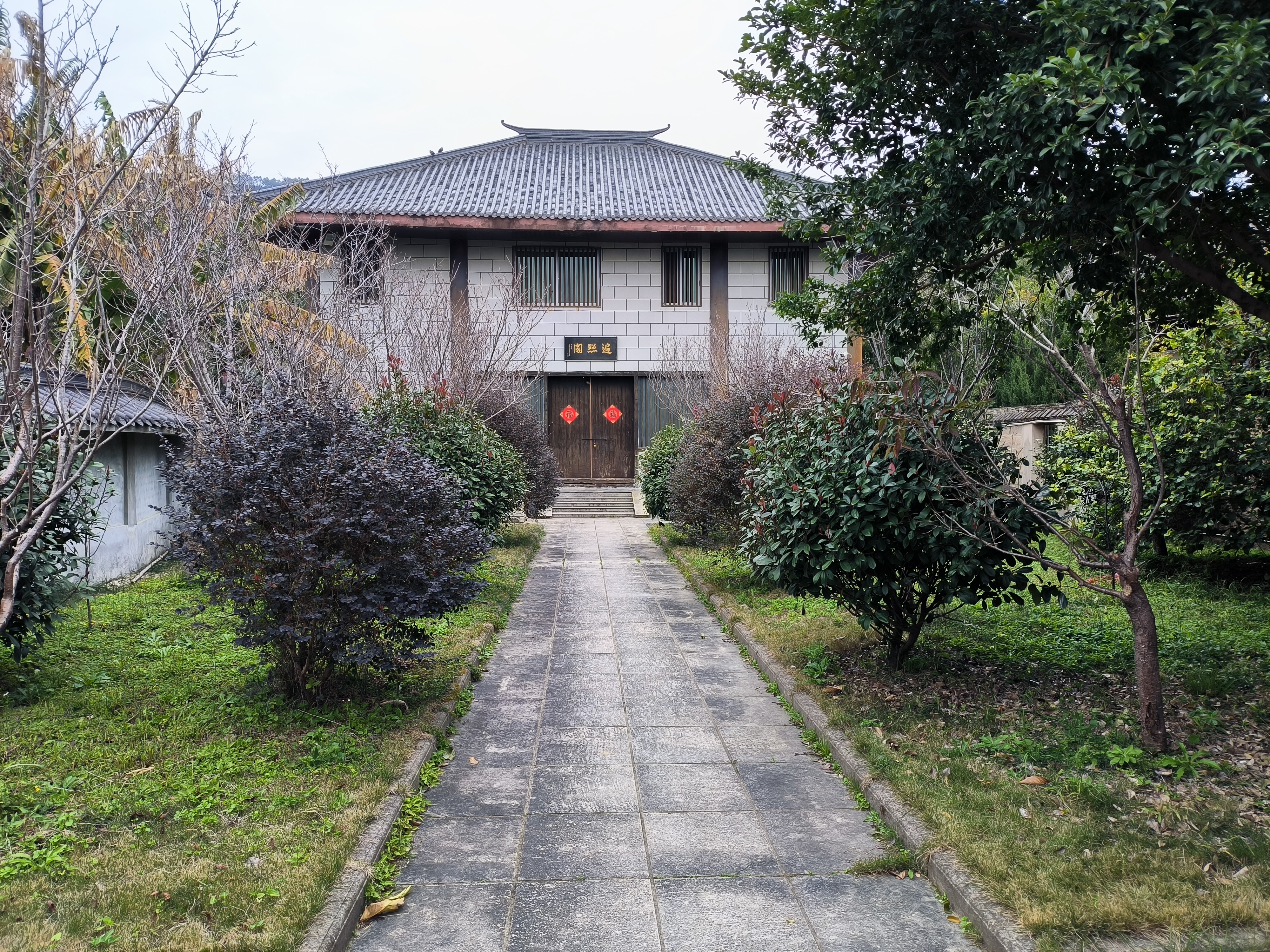
遍照阁
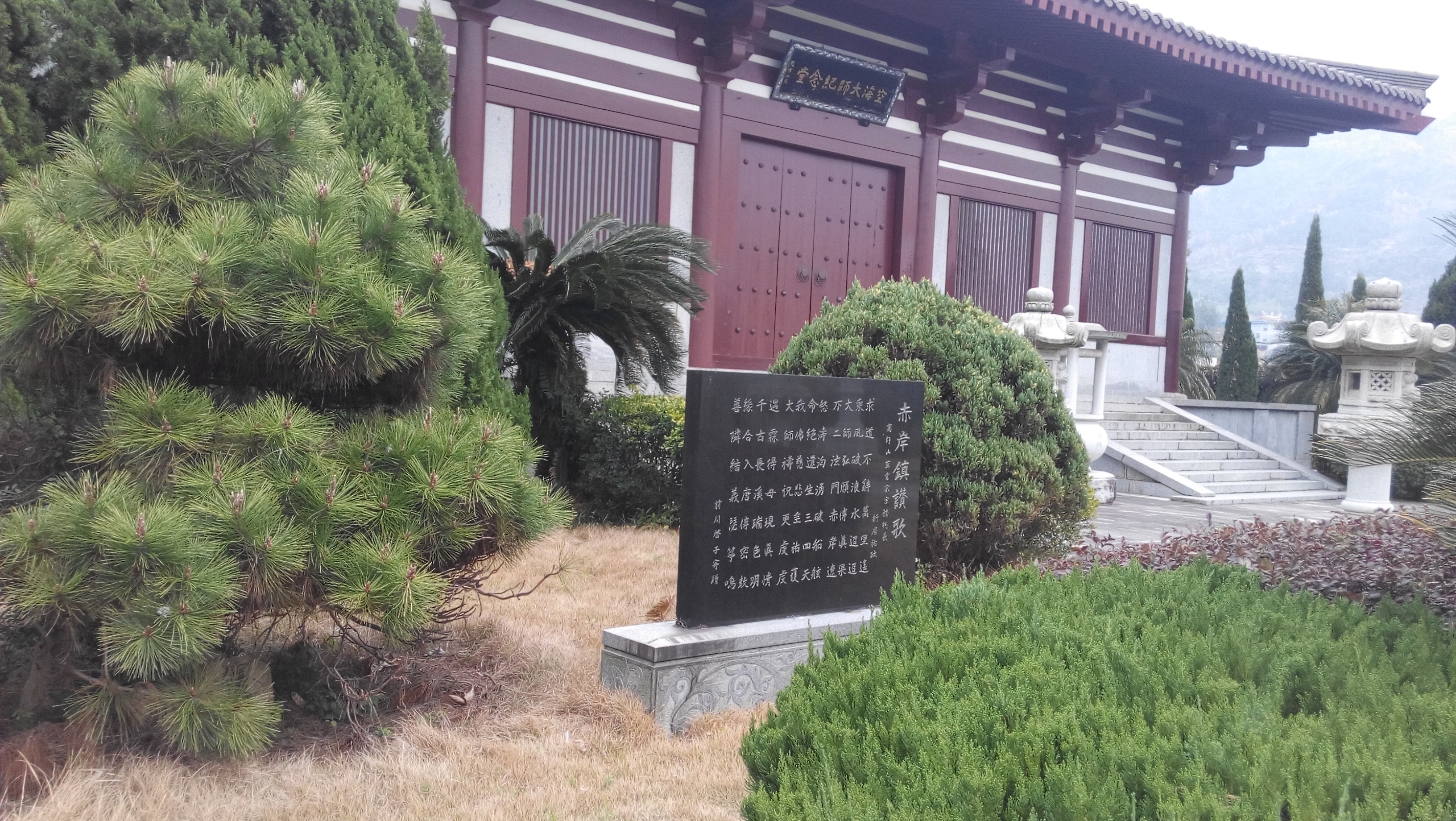
堂前树立的“赤岸镇赞歌”